# School Rocks
School Rocks è un singolo del rapper italiano Frankie hi-nrg mc, pubblicato il 12 settembre 2011.

## Descrizione
La canzone, realizzata come «prefazione rap» del libro School Rocks! La scuola spacca di Antonio Incorvaia e Stefano Moriggi, vuole dare un consiglio agli studenti, quello di imparare, e agli insegnanti, quello di rendere la scuola meno "noiosa".

## Video musicale
Il videoclip, realizzato da Gaetano Bigi, non è altro che un montaggio di immagini animate, che seguono il testo della canzone, che appare nel video insieme alle immagini.

## Tracce
Testi di Francesco Di Gesù, musiche di Leonardo "Fresco" Beccafichi.
1. School Rocks – 3:57
2. School Rocks (Instrumental) – 3:57